# Pieretoki
Pieretoki, Peretoki (biał. Ператокі, Pieratoki; ros. Перетоки, Pierietoki) – wieś na Białorusi, w obwodzie mińskim, w rejonie stołpeckim, w sielsowiecie Świerżeń Stary, w pobliżu drogi magistralnej M1.

## Historia
W XIX i w początkach XX w. położone były w Rosji, w guberni mińskiej, w powiecie nowogródzkim, w gminie Mir. Własność m.in. Radziwiłłów.
W dwudziestoleciu międzywojennym leżały w Polsce, w województwie nowogródzkim, w powiecie stołpeckim, do 15 kwietnia 1930 w gminie Mir, następnie w gminie Świerżeń. W 1921 miejscowość liczyła 329 mieszkańców, zamieszkałych w 62 budynkach, w tym 328 Białorusinów i 1 osobę innej narodowości. Wszyscy mieszkańcy byli wyznania prawosławnego.
Po II wojnie światowej w granicach Związku Sowieckiego. Od 1991 w niepodległej Białorusi.